# David di Donatello du meilleur réalisateur débutant

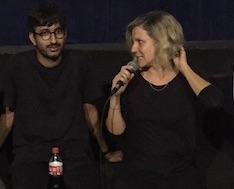

Le David di Donatello du meilleur réalisateur débutant (David di Donatello per il miglior regista esordiente) est une récompense cinématographique italienne décernée annuellement par l'Académie du cinéma italien, plus précisément par l’Ente (Association) David di Donatello. Il est décerné depuis la vingt-septième édition du Prix David di Donatello en 1982.

## Palmarès

### Années 1980
- 1982 : Luciano Manuzzi pour Fuori stagione
  - Alessandro Benvenuti pour Ad ovest di Paperino
  - Enzo Decaro pour Prima che sia troppo presto
- 1983 : Francesco Laudadio pour Grog
  - Marco Risi pour Vado a vivere da solo
  - Cinzia TH Torrini pour Giocare d'azzardo
  - Roberto Benigni pour Tu me troubles (Tu mi turbi)
- 1984 : Roberto Russo pour Flirt
  - Giacomo Battiato pour Le Choix des seigneurs (I paladini - Storia d'armi e d'amori)
  - Francesca Marciano e Stefania Casini pour Lontano da dove
- 1985 : Luciano De Crescenzo pour Così parlò Bellavista
  - Francesca Comencini pour Pianoforte
  - Francesco Nuti pour Casablanca, Casablanca
- 1986 : Enrico Montesano pour A me mi piace
  - Amanzio Todini pour Le Pigeon vingt ans après (I soliti ignoti vent'anni dopo)
  - Valerio Zecca pour Chi mi aiuta?
- 1987 : Giorgio Treves pour Le Mal d'aimer (La coda del diavolo)
  - Antonietta De Lillo e Giorgio Magliulo pour Una casa in bilico
  - Giuseppe Tornatore pour Le Maître de la camorra (Il camorrista)
- 1988 : Daniele Luchetti pour Domani, domani (Domani accadrà)
  - Carlo Mazzacurati pour Nuit italienne (Notte italiana)
  - Stefano Reali pour Laggiù nella giungla
- 1989 : Francesca Archibugi pour Mignon est partie (Mignon è partita)
  - Massimo Guglielmi pour Rébus
  - Sergio Staino pour Cavalli si nasce

### Années 1990
- 1990 : Ricky Tognazzi pour Légers quiproquos (Piccoli equivoci)
  - Giacomo Campiotti pour Corsa di primavera
  - Gianfranco Cabiddu pour Disamistade
  - Livia Giampalmo pour Evelina e i suoi figli
  - Monica Vitti pour Scandale secret (Scandalo segreto)
- 1991 : (ex æquo)
  - Alessandro D'Alatri pour Americano rosso
  - Sergio Rubini pour Le Chef de gare (La stazione)
    - Antonio Monda pour Dicembre
    - Christian De Sica pour Faccione
    - Michele Placido pour Pummarò
- 1992 : (ex æquo)
  - Maurizio Zaccaro pour Dove comincia la notte
  - Massimo Scaglione pour Angeli a Sud
    - Giulio Base pour Crack
- 1993 : Mario Martone pour Mort d'un mathématicien napolitain (Morte di un matematico napoletano)
  - Pasquale Pozzessere pour Verso sud
  - Carlo Carlei pour La Course de l'innocent (La corsa dell'innocente)
- 1994 : (ex æquo)
  - Simona Izzo pour Maniaci sentimentali
  - Francesco Ranieri Martinotti pour Abissinia
    - Leone Pompucci pour Mille bolle blu
- 1995 : Paolo Virzì pour La bella vita
  - Sandro Baldoni pour Strane storie
  - Alberto Simone pour Coup de lune (Colpo di luna)
- 1996 : (ex æquo)
  - Stefano Incerti pour Il verificatore
  - Mimmo Calopresti pour La Seconde Fois (La seconda volta)
    - Leonardo Pieraccioni pour I laureati
- 1997 : Fulvio Ottaviano pour Cresceranno i carciofi a Mimongo
  - Franco Bernini pour Mains fortes (Le mani forti) 
  - Ugo Chiti pour Albergo Roma
  - Roberto Cimpanelli pour Un inverno freddo freddo
  - Anna Di Francisca pour La bruttina stagionata
- 1998 : Roberta Torre pour Mais qui a tué Tano ? (Tano da morire)
  - Riccardo Milani pour Auguri professore
  - d'Aldo Baglio, Giacomo Storti, Giovanni Poretti et Massimo Venier pour Tre uomini e una gamba
- 1999 : Luciano Ligabue pour Radiofreccia
  - Giuseppe M. Gaudino pour Giro di lune tra terra e mare
  - Gabriele Muccino pour Ecco fatto

### Années 2000
- 2000 : Alessandro Piva pour La capagira
  - Andrea et Antonio Frazzi pour Il cielo cade
  - Piergiorgio Gay et Roberto San Pietro pour Tre storie
- 2001 : Alex Infascelli pour Almost Blue
  - Roberto Andò pour Il manoscritto del principe
  - Rolando Stefanelli pour Il prezzo
- 2002 : Marco Ponti pour Santa Maradona
  - Vincenzo Marra pour Tornando a casa
  - Paolo Sorrentino pour L'Homme en plus (L'uomo in più)
- 2003 : Daniele Vicari pour Velocità Massima
  - Francesco Falaschi pour Emma sono io
  - Michele Mellara et Alessandro Rossi pour Fortezza Bastiani
  - Marco Simon Puccioni pour Quello che cerchi
  - Spiro Scimone et Francesco Sframeli pour Due amici
- 2004 : Salvatore Mereu pour Ballo a tre passi
  - Andrea Manni pour Il fuggiasco
  - Francesco Patierno pour Pater familias
  - Piero Sanna pour La destinazione
  - Maria Sole Tognazzi pour Passato prossimo
- 2005 : Saverio Costanzo pour Private
  - Paolo Franchi pour La Spectatrice (La spettatrice)
  - David Grieco pour Evilenko
  - Stefano Mordini pour Provincia meccanica
  - Paolo Vari et Antonio Bocola pour Fame chimica
- 2006 : Fausto Brizzi pour Notte prima degli esami
  - Vittorio Moroni pour Tu devi essere il lupo
  - Francesco Munzi pour Saimir
  - Fausto Paravidino pour Texas
  - Stefano Pasetto pour Tartarughe sul dorso
- 2007 : Kim Rossi Stuart – Libero (Anche libero va bene)
  - Alessandro Angelini pour L'aria salata
  - Francesco Amato pour Ma che ci faccio qui
  - Giambattista Avellino, Salvatore Ficarra  et Valentino Picone pour Il 7 e l'8
  - Davide Marengo pour Bus de nuit (Notturno bus)
- 2008 : Andrea Molaioli pour La Fille du lac (La ragazza del lago)
  - Fabrizio Bentivoglio pour Lascia perdere, Johnny!
  - Giorgio Diritti pour Le vent fait son tour (Il vento fa il suo giro)
  - Marco Martani pour Béton armé (Cemento armato)
  - Silvio Muccino pour Parlami d'amore
- 2009 : Gianni Di Gregorio pour Le Déjeuner du 15 août (Pranzo di ferragosto)
  - Marco Amenta pour La siciliana ribelle
  - Umberto Carteni pour Diverso da chi?
  - Tony D'Angelo pour Una notte
  - Marco Pontecorvo pour Pa-ra-da

### Années 2010
- 2010 : Valerio Mieli pour Dix Hivers à Venise (Dieci inverni)
  - Susanna Nicchiarelli pour Cosmonauta
  - Claudio Noce pour Good morning Aman
  - Marco Chiarini pour L'uomo fiammifero
  - Giuseppe Capotondi pour L'Heure du crime (La doppia ora)
- 2011 : Rocco Papaleo pour Basilicata Coast to Coast
  - Aureliano Amadei pour 20 sigarette
  - Edoardo Leo pour Diciotto anni dopo
  - Paola Randi pour Into Paradiso
  - Massimiliano Bruno pour Nessuno mi può giudicare
- 2012 : Francesco Bruni pour Scialla! (Scialla! — Stai sereno)
  - Stefano Sollima pour A.C.A.B.: All Cops Are Bastards
  - Alice Rohrwacher pour Corpo celeste (Corpo celeste)
  - Andrea Segre pour La Petite Venise (Io sono Li)
  - Guido Lombardi pour Là-bas pour Educazione criminale
- 2013 : Leonardo Di Costanzo pour L'intervallo
  - Giorgia Farina pour Amiche da morire
  - Alessandro Gassmann pour Razzabastarda
  - Luigi Lo Cascio pour La città ideale
  - Laura Morante pour La Cerise sur le gâteau
- 2014 : Pierfrancesco Diliberto pour La mafia tue seulement en été (La mafia uccide solo d'estate)
  - Valeria Golino pour Miele
  - Fabio Grassadonia et Antonio Piazza pour Salvo
  - Matteo Oleotto pour Zoran, il mio nipote scemo
  - Sydney Sibilia pour Smetto quando voglio
- 2015 : Edoardo Falcone pour Tout mais pas ça ! (Se Dio vuole)
  - Andrea Jublin pour Banana
  - Lamberto Sanfelice pour Cloro
  - Eleonora Danco pour N-Capace
  - Laura Bispuri pour Vierge sous serment (Vergine giurata)
- 2016 : Gabriele Mainetti pour On l'appelle Jeeg Robot (Lo chiamavano Jeeg Robot)
  - Carlo Lavagna pour Arianna
  - Adriano Valerio pour Banat (Il viaggio)
  - Piero Messina pour L'Attente (L'attesa)
  - Francesco Miccichè et Fabio Bonifacci pour Loro chi?
  - Alberto Caviglia pour Pecore in erba
- 2017 : Marco Danieli pour L'Affranchie (La ragazza del mondo)
  - Fabio Guaglione et Fabio Resinaro pour Mine
  - Michele Vannucci pour Il più grande sogno
  - Marco Segato pour La pelle dell'orso
  - Lorenzo Corvino pour WAX: We Are the X
- 2018 : Donato Carrisi pour La Fille dans le brouillard (La ragazza nella nebbia)
  - Cosimo Gomez pour Brutti e cattivi
  - Roberto De Paolis pour Cuori puri
  - Andrea Magnani pour Easy pour Un viaggio facile facile
  - Andrea De Sica pour I figli della notte
- 2019 : Alessio Cremonini pour Sur ma peau (Sulla mia pelle)
  - Luca Facchini pour Fabrizio De André - Principe libero
  - Simone Spada pour Hotel Gagarin
  - Damiano et Fabio D'Innocenzo pour Frères de sang (La terra dell'abbastanza)
  - Valerio Mastandrea pour Ride

### Années 2020
- 2020 : Phaim Bhuiyan pour Bangla
  - Igort pour Cinq est le numéro parfait (5 è il numero perfetto)
  - Leonardo D'Agostini pour Le Défi du champion (Il campione)
  - Marco D'Amore pour L'Immortel (L'immortale)
  - Carlo Sironi pour Sole
- 2021 : Pietro Castellitto pour I predatori
  - Ginevra Elkann pour Magari
  - Mauro Mancini pour Non odiare
  - Alice Filippi pour Tellement beau (Sul più bello)
  - Luca Medici pour Tolo Tolo
- 2022 : Laura Samani pour Piccolo corpo
  - Gianluca Jodice pour Le Poète et le Dictateur (Il cattivo poeta)
  - Maura Delpero pour Maternal
  - Alessio Rigo de Righi et Matteo Zoppis pour La Légende du roi crabe (Re Granchio)
  - Francesco Costabile pour Una femmina
- 2023 : Giulia Steigerwalt pour Settembre
  - Carolina Cavalli pour Amanda
  - Jasmine Trinca pour Marcel !
  - Niccolò Falsetti pour Margini
  - Vincenzo Pirrotta pour Spaccaossa

- 2024 : Paola Cortellesi pour Il reste encore demain (C'è ancora domani)
  - Giacomo Abbruzzese pour Disco Boy
  - Micaela Ramazzotti pour Felicità
  - Michele Riondino pour Palazzina Laf
  - Giuseppe Fiorello pour Stranizza d'amuri

- 2025 : Margherita Vicario pour Gloria
  - Edgardo Pistone pour Ciao bambino (it)
  - Loris Lai pour I bambini di Gaza : Sulle onde della libertà
  - Gianluca Santoni pour Io e il Secco
  - Neri Marcorè pour Zamora (it)